# Rondallas mallorquinas
Las rondallas mallorquinas (rondalles mallorquines en mallorquín, aunque suele escribirse rondaies mallorquines, con la intención de representar la pronunciación local mallorquina) son cuentos de la isla de Mallorca, de tradición oral que pasaban de boca en boca y de padres a hijos. Aparecieron en forma escrita a partir de las recopilaciones realizadas por mosén Antoni Maria Alcover Sureda bajo el seudónimo de Jordi des Racó y que se publicaron a partir de 1880 bajo el título de Aplech de Rondayes Mallorquines d'En Jordi d'es Recó en 1885 por la Tipografía Católica Sanjuan germans en 1896.
La recopilación está estructurada de tal manera que antes de cada cuento se especifica quién se la contó al recopilador, si se la contaron distintas personas de distintos pueblos e incluso si los personajes eran de ese pueblo.
Resultan notables por ingente trabajo de recopilación de folklore del autor y por haber seguido siendo publicadas recogiendo expresiones típicas de Mallorca e intentando representar la forma en que habían sido contadas, en una época en la que el uso del catalán no estaba bien visto en España. Tal fue la popularidad de la recopilación que las rondallas se llegaron a grabar y emitirse en la radio desde finales de los años cincuenta hasta mediados de los años setenta. Resultó uno de los programas con más éxito de la emisora Radio Popular de Mallorca. Colaboraba en ese programa
Francesc de Borja Moll, que había sido a su vez colaborador de Alcover. Hay que subrayar el aspecto atrevido (para la época y contexto político en el que se iniciaron las emisiones) de emitir un programa en mallorquín.
La labor de recogida de tradiciones orales fue ingente, pero parece cierto que el material recogido fue sometido a cierta transformación para convertirse en lo finalmente publicado. Como no se trataba al fin y al cabo de realizar un trabajo de investigación, sino de conservar para el público general las rondallas, sin duda el material que le llegó incompleto o por partes fue rellenado y ordenado según su criterio además de haberse censurado los cuentos picantes, que hacían burla de la Iglesia o no eran del gusto de su recolector.
Con todo, a pesar de haber sido sobrevaloradas por unos e innecesariamente vilipendiadas por otros, las rondallas fueron y son parte de la identidad cultural de las Islas Baleares.

## Las rondallas y otros cuentos populares
Las rondallas contienen elementos comunes a otros cuentos populares de Europa y de otras partes de España. Aparecen personajes que son equivalentes a Blancanieves, La Cenicienta (Francineta), animales parlantes y personajes fantásticos como gigantes (gegants), demonios (dimonis) y dragones (dracs). De otro lado, en muchos casos los personajes forman parte del acervo cultural, mucho más cerrado, de la isla. En ambos casos los personajes son de Mallorca, viven en Mallorca y sus aventuras transcurren, por lo general, en Mallorca.
En algunas rondallas el argumento se toma prestado de obras de literarias o de la dramaturgia como El mercader de Venecia.
Debido a su antigüedad, muchos de los argumentos resultan crueles y machistas (y quizá hoy, políticamente incorrectos). También abunda el humor escatológico, lo que resultaba siempre especialmente divertido para el público infantil.
Las rondallas tienen en definitiva un tono moralizador, perteneciente a la época en la que fueron transcritas. Aunque tengan en ocasiones, como se ha dicho antes, argumentos crueles, ensalzan virtudes como la sencillez, la honradez y la ayuda al prójimo.

## Las lista de las rondallas mallorquinas
Suele ser tema de conversación cuántas rondallas se publicaron. La siguiente lista enumera los títulos de los veinticuatro volúmenes. Una edición de 1997 se ha publicado en cuatro tomos, pero la edición tradicional es la de veinticuatro tomos en rústica.
- Volumen I; 1896. Ciutat de Mallorca: Tipografía Católica de Sanjuan
- Volumen II; 1897. Ciutat de Mallorca: Tipografía Católica de Sanjuan
  1. Sa fia del Sol i de la Lluna
  2. L'amo de So Na Moixa
  3. La Princesa Bella
  4. Es fii des pescador
  5. La flor romanial
  6. En Gostí lladre
  7. Tres germans dexondits
  8. Sa Comtessa sense braços
  9. Es poal florit
- Volumen III; 1898. Ciutat de Mallorca: Tipografía Católica de Sanjuan
  1. Val mès matinejar que a missa anar?
  2. En Juanet de l'Onso
  3. Una qui no volia pastar
  4. L'amor de les tres taronges
  5. Es canyemet, s'ase i sa serra-porra
  6. En Pere Gri
  7. En Ferrandí
  8. En Pere des forn
- Volumen IV; 1904. Ciutat de Mallorca: Tipografía Católica de Sanjuan
  1. En Pere de la Bona Roba
  2. Es llum de la terra
  3. Sa muleta de plata
  4. Un pastor i un missér
  5. Ous de somera
  6. Un soldat que havia servit deu anys
  7. Un geperut i un gegant
  8. Es conseis del Rei Salomó
  9. Mestre Jaume Figuereta
  10. Es jai de sa barraqueta
  11. Es pou de sa lluna
  12. S'Aucellet
  13. En Toni Garriguel•lo
  14. Sa Muta
  15. Sa titina i sa geneta
  16. Es filats
  17. S'Hortolà de S'Hort des Gabre
  18. Ets amos de Son Sales, Son Saleta i Son Salí
  19. Una al•lota desxondida
  20. Madò Fenoiassa i los seus
  21. Tres jovenets
  22. Tres germans beneits
- Volumen V; 1909. Ciutat de Mallorca: Estampa d’En Sebàstia Pizà
  - Ecos de la vida de Jesús, Maria i Josep (18 subt.) 	
    1. Com ès que ses mules llauren amb coixí i que no fan mulats
    2. Com ès que ses bous llauren sense coixí
    3. Com ès que des tres Reis d'Orient des Betlem n'hi ha un amb barba blanca
    4. Com ès que a totes ses festes de la Mare de Dèu hi ha romanins florits
    5. Com ès que no troben nius de cega
    6. Lo que fèu la llagosta quan la Mare de Dèu i St. Jusep fugien cap a Egipte
    7. Com ès que diuen que es blat tè la cara del Bon Jesús
    8. Com ès que tots es dissabtes fa sol
    9. Ses aranyetes del Bon Jesús
    10. Com ès que ses serres entrescades serren millor
    11. El Bon Jesús i St. Eloy
    12. Com ès que es capxeriganys duen corona
    13. Sa mà de Marcos
    14. La Mare de Dèu i la senyora de Pilat
    15. La Verónica i Gamos, es seu homo
    16. Com es que ses caderneres tenen plomes vermeis en es coll
    17. Ses oronelles
    18. Com és que ses esglèsies solen estar giradas a ponent

  - Resonàncies de l'Antic Testament
    1. Com és que ses beies, en picar, se moren
    2. Com és que ses beies no van casi mai a ses argelagues ni a ses gatores
    3. De com el Bon Jesús criava el mon, i el dimoni hi volguè posar sa ditada
    4. Com és que ses dones tenen mès poc cervell que ets homos
    5. Com és que hi ha pobres i rics en el mon
    6. De com Noé feia l'Arca
    7. L'Arca de Noé tapada de neu
    8. Com és que mai plou fort de grec
    9. Lo que diguè Noé com haguè escorxat es gat des suc de parra
    10. De com Dèu allargà cent anys la vida a Noé perque duia s'idea tan forta de fer vina
    11. Sa torre de Babilònia
    12. Com és que eets ametlers floreixen primer que tots ets arbres
    13. Es tres dons que demanà el Rei David a Dèu
    14. Lo que li succeí a Sansó com li hagueren taiats es cabells
    15. Com acabà Sansó
    16. Un consei del rei Salomó
    17. Es pas del rei Salomó

  - En Tià de Sa Real (31 subt.)
    1. Qui era ell
    2. De com es senyor de Sa Real hi anà perque li fes una cançó
    3. D'un glosador de la Muntanya que el volguè veure
    4. D'un altre glosador que li demanà una cosa
    5. D'un capellà que el va escometre
    6. El pas de ses reies
    7. De com l'amo de So'n Suau, jugant, va perdre s'armada d'ets anyells
    8. D'un homo que havia perdut s'ase, i en Tià le hi tornà
    9. Es pas de sa truita
    10. Una glosada en ets Hostals d'Algaire
    11. De com li va nèixer una nineta
    12. De com va devertir ses espigoleres de So'n Suau
    13. De com estigà l'amo de So'n Suau d'anar tant a la villa
    14. Es pas que va fer a Sant Sauvador de Felanitx
    15. De lo que li succeí amb un bruixot
    16. Lo d'ets Enegistes
    17. De com el feren comparéixer a ca-l'Inquisidor
    18. De com anà amb dos mès a treure el tresor d'Artà
    19. De com l'Inquisidor anà a Manacor i envià a demanar a En Tià
    20. De quines egos venia la dona d'En Tià
    21. Una herba des puig de So-Na-Moixa
    22. Una cançó que va fer una fadrina
    23. De com sa dona volguè que conràs a compte seu
    24. Lo que passà com un al•lot seu se morí
    25. De lo que va profetisar a un amo ric de Manacor
    26. De com va treure des mig des fang un predicador
    27. Sobre es vi de Conies i de Ca'n Caremany
    28. De s'escarada de segar que va prendre a So'n Vaquer
    29. De com a un pobre que li havien robat un parei de bous, li mostrà on eren
    30. Es pas des cuiros
    31. De com se va morir

  1. Es jai de sa lluna
  2. Ets aglans, ses carabasses i Sant Pere
  3. L'amo En Biel Perxanc i sa dona d'aigo
  4. El Bon Jesús i Sant Pere i En Bruixa
  5. Es canet de Sant Llàtzer
  6. Ses serps de Mallorca
  7. L'Abat de la Real

  - Ets al•lots de So'n Porc (2 subt.)
    1. S'anada a Matinés
    2. Com un se n'anà a confessar

  - El rei En Jaume (16 subt.)
    1. La primera proesa del Rei En Jaume 
    2. Es puig de ses bruixes i el Rei En Jaume
    3. Sa llenegada des cavall del Rei En Jaume
    4. Ses potades des cavall del Rei En Jaume
    5. El Rei En Jaume i es Teix
    6. De com el rei En Jaume va pendre es castell d'Alaró
    7. S'avenc d'En Corbera
    8. Una àguila i el Rei En Jaume
    9. Sa pica des cavall del Rei En Jaume
    10. Sa primera missa en el Pantaleu
    11. Sa pedra sagrada
    12. Ses Muntanyes des tresor
    13. Lo que va succeir com el Rei En Jaume estava a les portes de la mort
    14. Lo que comanà el Rei En Jaume com se morí, i lo que succeí com va esser mort
    15. El Rei En Jaume en es Teix
    16. Recordances del Rei En Jaume dalt es Teix

  - Sant Vicent Ferrer (14 subt.)
    1. Sant Vicenç Ferrer i un carboneret
    2. De com Sant Vicenç Ferrer predicà a Son Gual de Valldemossa
    3. Sant Vicenç Ferrer i un taverner que es torrent li prenia es sarró
    4. Sa caseta de Sant Vicenç Ferrer a Valldemossa
    5. Una pedra de Biniforani
    6. Sant Vicenç Ferrer i un picapedrer que guanyava set sous de jornal
    7. Sant Vicenç Ferrer i En Simonet
    8. Sant Vicenç Ferrer i es rebosillos
    9. De com Sant Vicenç Ferrer anà a predicar a Petra
    10. De com Sant Vicenç Ferrer anà a predicar a Sa Pobla
    11. De com Sant Vicenç Ferrer anà a predicar a Muro
    12. Una dona d'Algaire i Sant Vicenç Ferrer
    13. Sant Vicenç Ferrer i sa Creu de ses costes d'Algaire
    14. De com el Prior privà Sant Vicenç Ferrer de fer miracles

  - Bruixes, bruixots i fullets (23 subt.)
    1. Sa cova de Na Joana
    2. S'hortolà de So'n Nèt
    3. Es castell d'Alaró, es Puig de s'Aucadena i ses bruixes
    4. Sa cusseta negra i es moix negre
    5. Sa cova de So'n Curt d'Alaró
    6. Fullet
    7. Es fullet d'En Cuera
    8. En qué consistía el mal-bocí, i ses castes que n'hi havia
    9. S'etsisament del sen Toni Fum ies seu ase
    10. En Felet Cormena dòna mal-bocí a Na Bet de So'n Gatzella
    11. En Tofol Cormena etsisa ses mules de Na Margalidaina Dali-Brou
    12. En Joan Gol•let des Puig de Bon Any i una bruixa des Pla de St. Jordi
    13. El Lau Fe't-pendre i dues bruixes
    14. Sa passada que succeí a un que li havien robat blat i a un fii seu que li desfeien una casa
    15. Es Fullet d'En Parragó
    16. Un que amb so llunari feia sortir el dimoni
    17. Es moliner des molí nou i dues bruixes
    18. L'amo de So'n Cardaix fa sortir el dimoni a un estol d'al•lotellots
    19.  Es fullet d'En Biel Corcó i En Damià Fosc
    20. Na Joana de Paguera i un soldat ciutadà
    21. De com feren sortir el dimoni dins sa tafona de Santa Cirga
    22. En Tià Cormena i Na Susaina Jaumeia
    23. Una bruixa destapa ses manganrufes d'un enamorat
- Volumen VI; 1913. Ciutat de Mallorca: Estampa d’En Sebàstia Pizà
  1. Es caballet de set colors
  2. Sa bossa buida i es cànyom
  3. El senyor Jordi des Pont
  4. Na Juana i la fada Mariana
  5. Tres al•lotes fines
  6. Tres germans pererosos
  7. S'al•lot des barretino
  8. Es mig poll
  9. Es negret
  10. S'hereu de la corona
  11. S'aigo ballant i es canariet parlant
  12. S'infant que feia vuit
  13. Na Dent d'or
  14. En Juanet cameta-curta i ses tres capsetes
- Volumen VII; 1917. Sóller: Estampa de ‘La Sinceritat’
  1. Es set ceros
  2. Es segador i sa beata
  3. En Salom i es Batle
  4. N'Agraciat
  5. Es castell de iràs i no tornaràs
  6. N'Espardenyeta
  7. Es port de sa cibolla blanca
  8. En Pere Poca-por
  9. Es quatre germans
- Volumen VIII; 1924. Barcelona: Álvar Verdaguer
  1. Sa llampria maravellosa
  2. En Pere Catorze
  3. La Mare Beleneta
  4. Es Mél•loro Rosso
- Volumen IX; 1926. Ciutat de Mallorca: Estampa de Mossén Alcover
  1. Es missatget petit
  2. Sa jaia Gri
  3. En Pere Beneit
  4. Gregori Papa
  5. Es soldat de Marina
  6. Es metge Guinyot
  7. Es pas d'es jeure davant i d'es jeure darrera
- Volumen X; 1929. Ciutat de Mallorca: Estampa de Mossén Alcover
  1. Ses tres flors
  2. En Juan des fabiolet
  3. En Pere de sa vaca
  4. Es rei de tres reinats
  5. Dos patrons i una patrona
  6. Fruita fora temps: figues flors per a Nadal
  7. Sa coeta de Na Marieta
- Volumen XI; 1930. Sóller: Salvador Calatayud
- Volumen XII; 1931. Sóller: Salvador Calatayud
- Volumen XIII; 1935. Ciutat de Mallorca: Estampa de Mossén Alcover
  1. En Mirando
  2. N’Espiraforcs
  3. Na Marieta i es gigant
  4. Es Granotet
  5. Una madona que enganà el dimoni
  6. Es dos germans serverins
  7. Dos guerrers
  8. Na Blancaflol
  9. En Mercè-Mercè
  10. En Juanet i ses tres peres
  11. La princesa Aineta